# Lista de prefeitos de Farroupilha
Esta é a lista de prefeitos e vice-prefeitos do município de Farroupilha, estado brasileiro do Rio Grande do Sul.
| Nº | Nome                     | Imagem                  | Partido | Vice-prefeito             | Início do mandato       | Fim do mandato                                                                                 | Observações                                                                          |
| 1  | Armando Antonello        |                         |         | —                         | 11 de dezembro de 1934  | 17 de dezembro de 1937                                                                         | Prefeito nomeado                                                                     |
| 2  | Eudoro Lucas de Oliveira |                         |         | —                         | 11 de dezembro de 1937  | 10 de julho de 1940                                                                            | Prefeito nomeado                                                                     |
| 3  | Januário Dutra           |                         |         | —                         | 10 de julho de 1940     | 17 de dezembro de 1940                                                                         | Prefeito nomeado                                                                     |
| 4  | Nelson Thooy Schneider   |                         |         | —                         | 18 de dezembro de 1940  | 23 de dezembro de 1942                                                                         | Prefeito nomeado                                                                     |
| 5  | Antônio Pedroso Pinto    |                         |         | —                         | 23 de dezembro de 1942  | 30 de dezembro de 1944                                                                         | Prefeito nomeado                                                                     |
| 6  | Rui Cauduro              |                         |         | —                         | 30 de dezembro de 1944  | 20 de abril de 1947                                                                            | Prefeito nomeado                                                                     |
| 7  | Alberto Olmiro Farinon   |                         | PSD     | —                         | 26 de abril de 1947     | 20 de dezembro de 1947                                                                         | Prefeito nomeado                                                                     |
| 8  | José Baumgartner         |                         | PTB     | Ângelo Bartelle           | 27 de dezembro de 1947  | 7 de julho de 1951                                                                             | Prefeito e vice eleitos em sufrágio universal cujo titular faleceu durante o mandato |
| 9  | Ângelo Bartelle          |                         |         | —                         | 11 de julho de 1951     | 31 de dezembro de 1951                                                                         | Vice-prefeito eleito no cargo de prefeito                                            |
| 10 | Jaime Romeu Rossler      |                         |         |                           | 31 de dezembro de 1951  | 31 de dezembro de 1955                                                                         | Prefeito e vice eleitos em sufrágio universal                                        |
| 11 | Giácomo Valentin Luchese |                         |         | José Francischini         | 31 de dezembro de 1955  | 6 de abril de 1959                                                                             | Prefeito e vice eleitos em sufrágio universal                                        |
| 12 | José Francischini        |                         |         | —                         | 6 de abril de 1959      | 31 de dezembro de 1959                                                                         | Vice-prefeito eleito no cargo de prefeito                                            |
| 13 | João Grendene            |                         | PTB     | Ângelo Bartele (PSD)      | 1º de janeiro de 1960   | 31 de dezembro de 1963                                                                         | Prefeito e vice eleitos em sufrágio universal                                        |
| 14 | Arno Domingos Busetti    |                         | PTB     |                           | 1º de janeiro de 1964   | 31 de dezembro de 1969                                                                         | Prefeito e vice eleitos em sufrágio universal                                        |
| 15 | Avelino Maggioni         |                         | ARENA   | Ítalo Zanella             | 1º de janeiro de 1970   | 31 de janeiro de 1973                                                                          | Prefeito e vice eleitos em sufrágio universal                                        |
| 16 | Clóvis Tartarotti        |                         | ARENA   | Enio Beltrami             | 1º de fevereiro de 1973 | 31 de janeiro de 1977                                                                          | Prefeito e vice eleitos em sufrágio universal                                        |
| 17 | Avelino Maggioni         |                         | PDS     | Armando Cláudio Hansen    | 1º de fevereiro de 1977 | 31 de janeiro de 1983                                                                          | Prefeito e vice eleitos em sufrágio universal                                        |
| 18 | Wilson João Cignachi     |                         | PMDB    | Clóvis Zanfeliz           | 1º de fevereiro de 1983 | 31 de dezembro de 1988                                                                         | Prefeito e vice eleitos em sufrágio universal                                        |
| 19 | Clóvis Zanfeliz          |                         | PMDB    | Renato João Bellaver      | 1º de janeiro de 1989   | 31 de dezembro de 1992                                                                         | Prefeito e vice eleitos em sufrágio universal                                        |
| 20 | Paulo Dalsóchio          |                         | PDT     | Renato Ferrari Tartarotti | 1º de janeiro de 1993   | 31 de dezembro de 1996                                                                         | Prefeito e vice eleitos em sufrágio universal                                        |
| 21 | Avelino Maggioni         |                         | PPB     | Fernando Oscar Fanton     | 1º de janeiro de 1997   | 16 de novembro de 2000                                                                         | Prefeito e vice eleitos em sufrágio universal cujo titular faleceu durante o mandato |
| 22 | Fernando Oscar Fanton    |                         | PDT     | —                         | 20 de novembro de 2000  | 31 de dezembro de 2000                                                                         | Vice-prefeito eleito no cargo de prefeito                                            |
| 23 | Bolivar Antonio Pasqual  |                         | PMDB    | Wilson João Cignachi      | 1º de janeiro de 2001   | 31 de dezembro de 2004                                                                         | Prefeito e vice eleitos em sufrágio universal                                        |
| 23 | Bolivar Antonio Pasqual  | Carlos Mário Paesi (PP) | PMDB    | 1º de janeiro de 2005     | 31 de dezembro de 2008  | Prefeito reeleito e vice eleito em sufrágio universal                                          |                                                                                      |
| 24 | Ademir Baretta           |                         | PMDB    | Fabiano Feltrin (PP)      | 1º de janeiro de 2009   | 31 de dezembro de 2012                                                                         | Prefeito e vice eleitos em sufrágio universal                                        |
| 25 | Claiton Gonçalves        |                         | PDT     | Pedro Evori Pedrozo (PSB) | 1º de janeiro de 2013   | 31 de dezembro de 2016                                                                         | Prefeito e vice eleitos em sufrágio universal                                        |
| 25 | Claiton Gonçalves        | 1º de janeiro de 2017   | PDT     | Pedro Evori Pedrozo (PSB) | 15 de maio de 2020      | Prefeito e vice reeleitos em sufrágio universal cujo titular foi cassado o mandato pela Câmara |                                                                                      |
| 26 | Pedro Evori Pedrozo      |                         | PSB     | —                         | 16 de maio de 2020      | 31 de dezembro de 2020                                                                         | Vice-prefeito eleito no cargo de prefeito                                            |
| 27 | Fabiano Feltrin          |                         | PP      | Jonas Tomazini (MDB)      | 1º de janeiro de 2021   | 31 de dezembro de 2024                                                                         | Prefeito e vice eleitos em sufrágio universal                                        |
| 28 | Jonas Tomazini           |                         | MDB     | Thiago Pintos Brunet (PP) | 1º de janeiro de 2025   | Atualidade                                                                                     | Prefeito e vice eleitos em sufrágio universal                                        |